# Hugh Stott Taylor
Hugh Stott Taylor (Lancashire, 6 febbraio 1890 – Princeton, 17 aprile 1974) è stato un chimico inglese.

## Biografia
Laureatosi nel 1914 all'Università di Liverpool, dal 1922 al 1958 è stato professore di fisico-chimica all'Università di Princeton, negli USA.
Importanti le sue ricerche sull'influenza della luce nelle reazioni chimiche, è considerato infatti uno dei fondatori della fotochimica; sulla cinetica chimica, la velocità di trasformazione delle sostanze; e sull'inattivazione del catalizzatori dovuta a modificazioni delle loro superfici.
Premiato con la Nichols Medal dall'American Chemical Society nel 1928, è divenuto Fellow della Royal Society di Londra nel 1932. Nel 1953 è stato fatto cavaliere dell'Ordine di San Gregorio Magno da papa Pio XII e cavaliere dell'Ordine dell'Impero Britannico dalla regina Elisabetta.
Morì all'età di 84 anni il 17 aprile 1974.